# Кепушнень
Кепушнень, Кепушнені (рум. Căpușneni) — село у повіті Васлуй в Румунії. Входить до складу комуни Ліповец.
Село розташоване на відстані 263 км на північний схід від Бухареста, 12 км на південь від Васлуя, 70 км на південь від Ясс, 125 км на північ від Галаца.

## Населення
За даними перепису населення 2002 року у селі проживала 341 особа, усі — румуни. Усі жителі села рідною мовою назвали румунську.